# Vojtěch Šimíček
Vojtěch Šimíček (* 19. srpna 1969 Ostrava) je český právník, vysokoškolský pedagog, soudce Nejvyššího správního soudu. Od 12. června 2014, kdy se stal soudcem Ústavního soudu, byl dočasně zproštěn výkonu funkce soudce Nejvyššího správního soudu po dobu výkonu funkce soudce Ústavního soudu. V květnu 2023 se navíc stal místopředsedou Ústavního soudu.

## Studium a vědecká činnost
Po listopadu 1989 se ještě jako student práv podílel na vzniku Mezinárodního politologického ústavu Masarykovy univerzity. V roce 1992 absolvoval Právnickou fakultu Masarykovy univerzity v Brně, kde v roce 1995 dokončil i postgraduální studium. V letech 1992 až 1993 působil jako stážista v Německém spolkovém sněmu.
Působí na Katedře ústavního práva a politologie Právnické fakulty Masarykovy univerzity v Brně.

## Nejvyšší správní soud
Soudcem byl jmenován roku 2003 a přidělen byl k Nejvyššímu správnímu soudu. V roce 2010 předsedal soudnímu senátu, který nejprve odmítl rozpustit Dělnickou stranu. V dalším řízení však senát svým rozsudkem tuto stranu rozpustil. V roce 2011 měl zřejmě za toto rozhodnutí získat cenu Právník roku v kategorii Správní právo, kterou ale odmítl, protože podle něj by soudci „nikdy neměli mít dojem, že jsou někomu za cokoliv vděčni.“
V prosinci 2012 předsedal senátu NSS, který řešil stížnosti týkající se registrace kandidátů pro volbu prezidenta republiky. Výklad Ministerstva vnitra České republiky (zastoupeného ředitelem odboru všeobecné správy ministerstva a členem Státní volební komise Václavem Henychem), že „chybovost v obou kontrolních vzorcích“ se rovná součtu chybovostí obou vzorů, prohlásil soud z jazykového hlediska za možný, ale neshledal v zákoně úmysl zákonodárce sankcionovat nesprávné údaje nad rámec exaktních zjištění statistické míry chyb z obou prověřovaných vzorků, a proto prohlásil způsob výkladu a aplikace provedený ministerstvem za jednoznačně protiústavní a také nelogický. Na základě přepočtu podpisů na registračních arších soud nařídil zaregistrovat kandidátku Janu Bobošíkovou. Všechny ostatní námitky soud zamítl. Tři členové soudního senátu včetně předsedy NSS Josefa Baxy, tedy jeho menšina, však uplatnili odlišné stanovisko, podle nějž soud pochybil, když se rozhodl předpokládat ústavnost volebního zákona. Následně se odmítnutý kandidát Tomio Okamura veřejně vyjádřil, že bude podávat (a následně podal) ústavní stížnost proti tomuto rozsudku. Kritizoval především část komentáře rozhodnutí NSS pro média, ve které soudce Šimíček uvedl, že „některé petiční archy byly psané celé jednou rukou“. Okamura nato adresně prohlásil, že základním důvodem jeho ústavní stížnosti „je a bude vyvracení lží doktora Šimíčka a zvrácení jeho naprosto nekvalifikovaného a nespravedlivého rozsudku“. I Vladimír Dlouhý se ohradil proti slovům soudce Šimíčka a označil za nedůstojné, aby soudce před veřejností otevřeně spekuloval o tom, že kandidáti podpisy manipulovali. Na základě většinového rozhodnutí Nejvyššího správního soudu nicméně neměli Tomio Okamura a Vladimír Dlouhý právo zúčastnit se voleb prezidenta České republiky v lednu 2013 jako kandidáti na úřad prezidenta.

## Ústavní soud
V letech 1997 až 2003 byl Šimíček asistentem ústavního soudce Vojena Güttlera.
V dubnu 2014 jej prezident Miloš Zeman navrhl jako soudce Ústavního soudu ČR. Dne 29. května 2014 pak v Senátu PČR získal 56 hlasů od 58 přítomných senátorů a jeho kandidatura tak byla schválena. Dne 12. června 2014 byl do této funkce prezidentem jmenován.
V roce 2019 senát Ústavního soudu konstatoval, že oznámení, že občané Ruské federace se nemohou ubytovat v jednom z ostravských hotelů, pokud nepodepíší prohlášení odsuzující anexi Krymu, nebylo diskriminační. Šimíček jako soudce zpravodaj prohlásil, že „to, co udělal daný stěžovatel, koneckonců bylo v souladu s českou zahraniční politikou i politikou mezinárodních organizací.“ Toto rozhodnutí pro uplatnění principu kolektivní viny mj. kritizoval předseda Ústavního soudu Pavel Rychetský.
Jakožto soudce zpravodaj vypracoval nález z února 2021, kterým Ústavní soud zrušil ustanovení krizového opatření vlády, které zakazovalo prodej a poskytování služeb v maloobchodních prodejnách.
Prezident Petr Pavel jej 3. května 2023 jmenoval místopředsedou Ústavního soudu s účinností 4. května.